# Geophilus lemuricus
Geophilus lemuricus är en mångfotingart som beskrevs av Karl Wilhelm Verhoeff 1939. Geophilus lemuricus ingår i släktet Geophilus och familjen storjordkrypare.
Artens utbredningsområde är Mauritius. Inga underarter finns listade i Catalogue of Life.